# NGC 2680
NGC 2680 في الفهرس العام الجديد، هي مجرة، تقع في كوكبة السرطان. اكتشفت في 26 فبراير 1851 بواسطة ويليام بارسونز.

## روابط خارجية
- NGC 2680 على موقع ويكي سكاي: DSS2, SDSS, GALEX, IRAS, Hydrogen α, X-Ray, Astrophoto, Sky Map, Articles and images